# Acacia carbonaria
Acacia carbonaria é uma espécie de leguminosa do gênero Acacia, pertencente à família Fabaceae.